# Шпаркос східний
Шпа́ркос східний (Sturnella magna) — вид горобцеподібних птахів родини трупіалових (Icteridae). Мешкає в Америці.

## Опис
Довжина птаха становить 19-28 см, розмах крил 35-40 см, вага 76-150 г. Самці є дещо більшими за самиць. Верхня частина тіла переважно коричнева, поцяткована чорними смужками. Нижня частина тіла жовта, на грудях чорний "комір", боки білі, поцятковані чорними смужками. Над очима світлі "брови", перед очима вони жовті, через очі ідуть темні смуги. Хвіст короткий, лапи довгі, дзьоб довгий, загострений. Спів складається з простих посвистів і відрізняється від мелодійного щебету західного шпаркоса.

## Підвиди
Виділяють чотирнадцять підвидів:

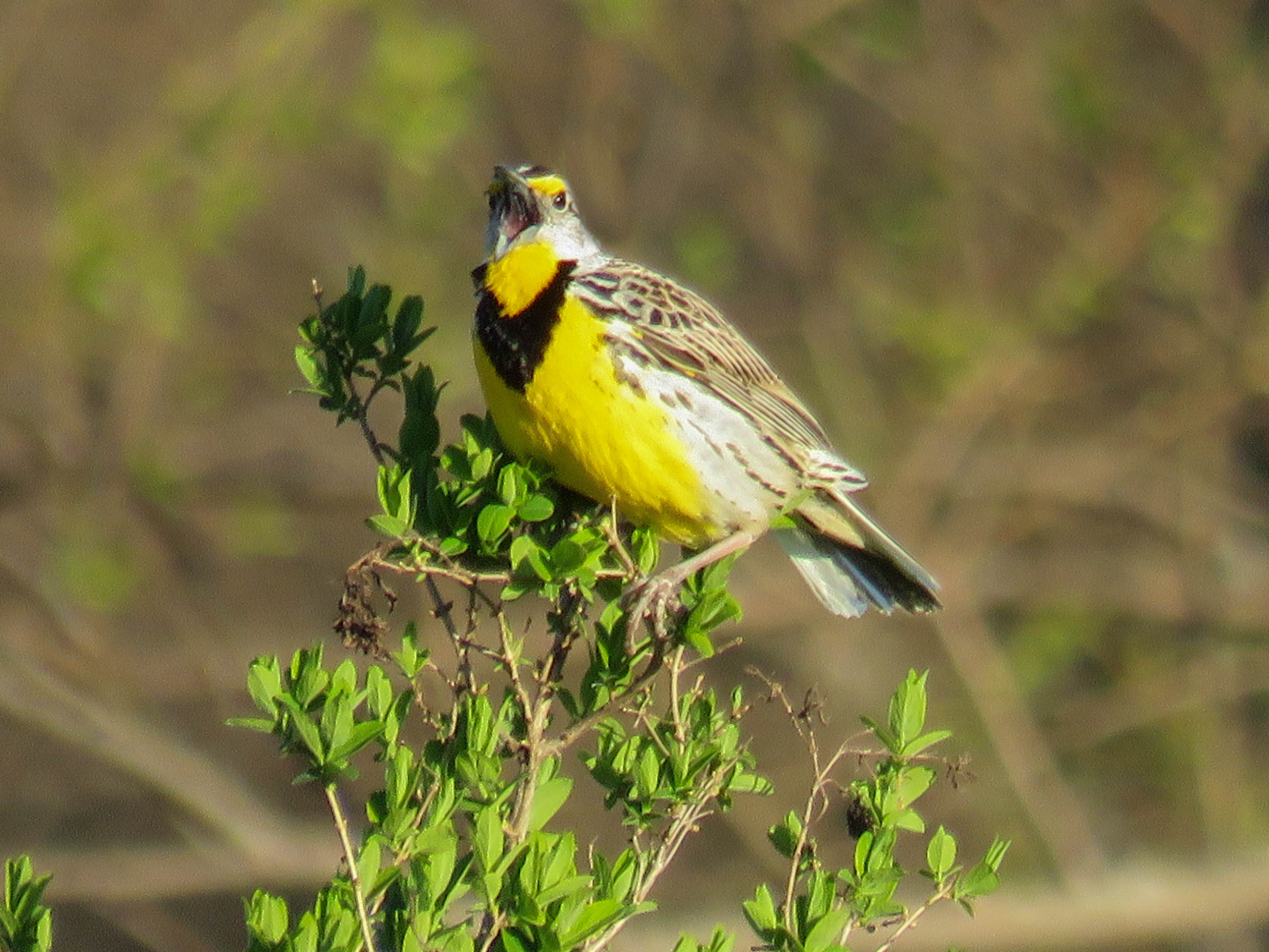
Східний шпаркос

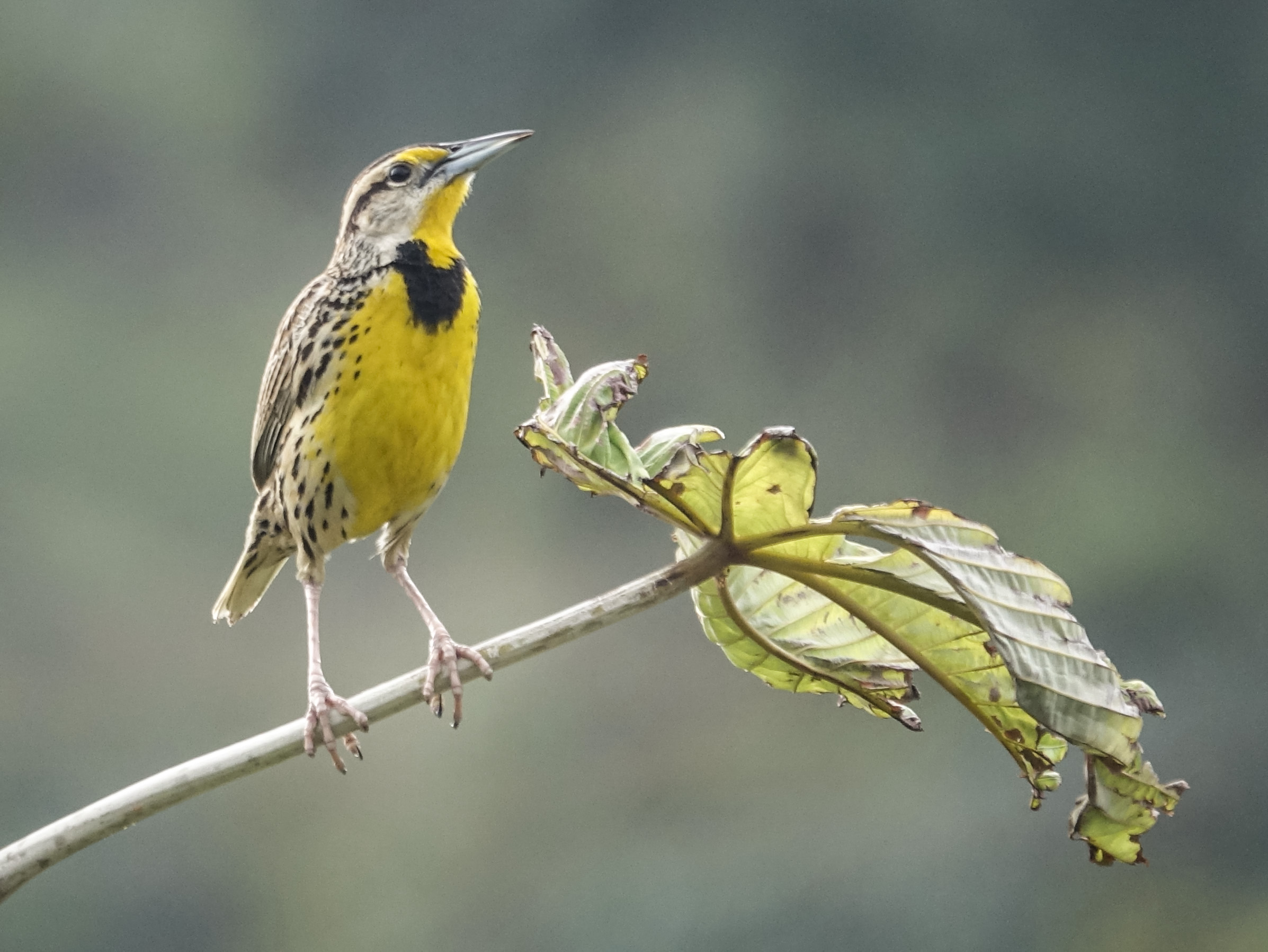
Східний шпаркос

- S. m. magna (Linnaeus, 1758) — від південного сходу Онтаріо до Квебека і на південь до північного Техасу і північно-східної Джорджії;
- S. m. argutula Bangs, 1899 — від південно-східного Канзаса і Оклахоми до Північної Кароліни і Флориди;
- S. m. hoopesi Stone, 1897 — від південного Техасу до північної Коауїли, Нуево-Леона і північного Тамауліпаса;
- S. m. saundersi Dickerman & Phillips, AR, 1970 — південно-східна Оахака;
- S. m. alticola Nelson, 1900 — від південної Мексики до Коста-Рики;
- S. m. mexicana Sclater, PL, 1861 — від південно-східної Мексики до Белізу і Гватемали;
- S. m. griscomi Van Tyne & Trautman, 1941 — північ Юкатану;
- S. m. inexspectata Ridgway, 1888 — Гондурас і північний схід Нікарагуа;
- S. m. subulata Griscom, 1934 — тихоокеанські схили Панама;
- S. m. meridionalis Sclater, PL, 1861 — Східний хребет Колумбійських Анд і Анди на північному заході Венесуели;
- S. m. paralios Bangs, 1901 — північ Колумбії і Венесуели;
- S. m. praticola Chubb, C, 1921 — льянос в Колумбії, Венесуелі і Гвіані;
- S. m. monticola Chubb, C, 1921 — тепуї Гвіанського нагір'я;
- S. m. hippocrepis (Wagler, 1832) — Куба і острів Ісла-де-ла-Хувентуд.

Аризонський шпаркос раніше вважався конспецифічним зі східним шпаркосом, однак був визнаний окремим видом.

## Поширення і екологія
Східні шпаркоси мешкають на сході Канади і США, в Мексиці, Гватемалі, Белізі, Сальвадорі, Гондурасі, Нікарагуа, Коста-Риці, Панамі, Колумбії, Венесуелі, Гаяні, Суринамі, Французькій Гвіані, БразиліЇ, а також на Кубі. Північні популяції взимку мігрують на південь. Східні шпаркоси живуть на луках, в преріях, саванах, льяносі та на покинутих полях, на висоті до 3500 м над рівнем моря.

## Поведінка
Східні шпаркоси живляться переважно жуками, мурахами, кониками, цвіркунами та іншими комахами, а також насінням. Іноді вони живляться яйцями птахів або навіть падлом. Птахи шукають їжу на землі, в траві або в чагарниках. Сезон розмноження в США триває переважно з кінця березня по серпень. Самці часто одночасно розмножуються з кількома самицями. Гніздо чашоподібне з куполоподібним "дашком", розміщується на землі. В кладці від 2 до 6 яєць. Інкубаційний період триває 13-14 днів, насиджують лише самиці. Пташенята покидають гніздо через 10-12 днів після вилуплення.

## Збереження
МСОП класифікує стан збереження цього виду як близький до загрозливого. За оцінками дослідників, популяція східних шпаркосів становить приблизно 37 мільйонів птахів. Їм загрожує знищення природного середовища.